# Trofoni
D'acord amb la mitologia grega, Trofoni (en grec antic Τροφώνιος), era conegut com a arquitecte i per ser l'oracle de Lebadea, a Beòcia. La seva genealogia s'explica de diverses maneres. Unes vegades és fill d'Apol·lo i d'Epicasta, i Agamedes seria el se pare "humà", i unes altres com un fill d'Ergí, rei d'Orcomen. Era llavors germà d'Agamedes. Es conta que Demèter el va alletar.
Tenia una gran reputació com a arquitecte i se li atribuïa la construcció, conjuntament amb Agamedes de diversos edificis famosos: la casa d'Amfitrió a Tebes, el temple d'Apol·lo a Delfos, el tresor d'Augias a Elis, el d'Hirieu a Híria i el temple de Posidó a Mantinea. Quan construïa l'edifici per a guardar el tresor de'Hirieu, ell i Agamedes van fer un mal ús dels seus coneixements. Van col·locar una pedra amb tanta habilitat que la podien apartar fàcilment i s'introduïen a la cambra del tresor per robar-lo. El rei va descobrir el saqueig, i demanà ajuda a Dèdal per sorprendre els culpables. Dèdal preparà una trampa en la que va quedar atrapat Agamedes. Trofoni li tallà el cap perquè no fos identificat i no el pogués delatar. Però es va obrir la terra i es va empassar Trofoni. Una altra versió explicava que el rei no es deia Hirieu, sinó Augias, de l'Èlida. Cercíon, un fill d'Agamedes, també arquitecte, participava en els robatoris. Quan Agamedes va caure a la trampa, Trofoni i Cercíon van fugir, el primer a Lebadea i Cercíon a Atenes, perseguits per Augias i Dèdal.
Una altra llegenda deia que Trofoni i Agamedes havien erigit un temple a Apol·lo, i quan van reclamar el seu salari, el déu els va dir que els pagaria en vuit dies, i que mentrestant es donessin una bona vida. A la vuitena nit, els arquitectes van morir d'una mort molt dolça, ja que la mort és la millor recompensa que un déu pot donar a un home.
Amb el temps, se'l considerà fill d'Apol·lo i tenia un oracle en una cova de Lebadea, a la Beòcia, que va instaurar el beoci Saó.